# ليا سلامة
هالة سلامة أو كما تٌعرف بليا سلامة (27 أكتوبر 1979)، صحفية لبنانية- فرنسية ولدت في بيروت. ومعلقة تلفزيونية في برنامج توك شو يٌسمى «أون نو با كوشيه» (نحن لا ننام). ومذيعة على البرنامج الصباحي في قناة الراديو الفرنسي فرانس انتر.

## بدايات حياتها
ليا سلامة هي ابنة غسان سلامة وزير الثقافة اللبناني الثقافي والمستشار الخاص السابق لأمين الأمم المتحدة كوفي أنان، أمها هي ماري بوغوسيان أصلها من أرمينيا، وهي أخت تجار الألماس جان وألبرت بوغوسيان. هربت ليا مع أهلها من حرب لبنان الأهلية، حصلت على الجنسية الفرنسية بعمر الحادية عشر.

درست القانون بجامعة بانتيون أساس ودرست أيضا في معهد الدراسات السياسية بباريس،  أمضت سنة في جامعة نيويورك (أصيبت في هجمات 11 سبتمبر 2001).

## حياتها المهنية
بدأت ليا حياتها المهنية كمتدربة في "لا شاين بارلمتير La Chaîne parlementaire مع جيان بير البكاش Jean-Pierre Elkabbach  وفي سبتمبر 2006، بدأت العمل في في القناة الفرنسية الإخبارية الدولية التي انُشئت حديثًا في ذلك الوقت فرانس 24 

انضمت ليا إالى قناة سي نيوز أواخر 2010 وقدمت برنامج تليفزيوني حول الانتخابات الرئاسية الفرنسية 2012. بدءًا من 2011 قدمت برنامج إخباري مسائي برفقة مارك فافيل، في سبتمبر 2012 قدمت برنامج نقاش سياسي. وفي السنة التي تليها قدمت برنامج Ça se dispute «تجادل» برفقة كل من إريك زمور ونيكولاش ديمناش كمعلقين.
في أغسطس 2014 حلت سلامة مكان ناتاشا بولوني [الإنجليزية]  في ثنائي المعلقين الذي شكلته مع إيمريك كارون [الإنجليزية] ، ثم مع يان مويكس ، في برنامج لوران روكييه [الإنجليزية] (On n'est pas couché) الذي عرض على قناة فرنسا 2. في مايو 2016، أعلنت أنها ستغادر البرنامج لتقدم برنامج سياسي مع ديفيد بوجاداس ابتداءً من سبتمبر 2016، في سياق الانتخابات الرئاسية الفرنسية لعام 2017.
ومنذ أغسطس 2016، تقدم ليا برنامج صباحي الساعة 7:30 صباحًا لقناة فرانس انتر. ومنذ ديسمبر 2015، تجري مقابلات رفيعة المستوى في النسخة الفرنسية من المجلة الشهرية GQ.
في 14 أبريل 2016، أجرت مقابلة مع رئيس فرنسا فرانسوا أولاند برفقة دايفيد بوجداس في برنامج «حوار المواطنين» على قناة فرنسا 2، أجابت ليا على الرئيس الذي كان يتكلم حول الاجئين ب«هل تمزح؟!» والذي أثار العديد من ردود الأفعال على وسائل التواصل الأجتماعي.

## الجوائز
- امرأة العام 2014 في النسخة الفرنسية من مجلة الشهرية جي كيو.[19]
- أفضل محاور لعام 2015.[20]

## وصلات خارجية
- ليا سلامة على موقع IMDb (الإنجليزية)
- ليا سلامة على موقع ألو سيني (الفرنسية)
- ليا سلامة على موقع قاعدة بيانات الفيلم (الإنجليزية)

1. ↑   https://video.lefigaro.fr/figaro/video/lea-salame-est-linvite-de-guyonne-de-montjou-dans-libre-a-vous/. {{استشهاد ويب}}: |url= بحاجة لعنوان (مساعدة) والوسيط |title= غير موجود أو فارغ (من ويكي بيانات) (مساعدة)
2. ↑   https://www.lepoint.fr/societe/lea-salame-explique-pourquoi-elle-a-change-de-prenom-24-04-2023-2517540_23.php. {{استشهاد ويب}}: |url= بحاجة لعنوان (مساعدة) والوسيط |title= غير موجود أو فارغ (من ويكي بيانات) (مساعدة)
3. 1 2 3 4 5   https://www.lemonde.fr/culture/article/2014/05/16/lea-salame-l-intrepide_4420231_3246.html. {{استشهاد ويب}}: |url= بحاجة لعنوان (مساعدة) والوسيط |title= غير موجود أو فارغ (من ويكي بيانات) (مساعدة)
4. 1 2   https://www.programme-tv.net/news/people/258974-lea-salame-meurtrie-raconte-sa-peine-et-la-maniere-dont-elle-a-appris-la-tragedie-de-beyrouth/. اطلع عليه بتاريخ 2020-08-23. {{استشهاد ويب}}: |url= بحاجة لعنوان (مساعدة) والوسيط |title= غير موجود أو فارغ (من ويكي بيانات) (مساعدة)
5. ↑   https://www.linternaute.com/television/stars/1378431-quels-acteurs-font-la-meme-taille-que-vous/1380899-1m66. {{استشهاد ويب}}: |url= بحاجة لعنوان (مساعدة) والوسيط |title= غير موجود أو فارغ (من ويكي بيانات) (مساعدة)
6. 1 2  "Léa Salamé, la nouvelle chroniqueuse d'On n'est pas couché qui n'a "peur de rien"". L'Express (بالفرنسية). 9 juin 2014. ISSN:0014-5270. QID:Q17190978. {{استشهاد بدورية محكمة}}: تحقق من التاريخ في: |publication-date= (help)
7. ↑   http://www.leparisien.fr/tv/on-n-est-pas-couche-lea-salame-succede-a-natacha-polony-10-06-2014-3912057.php. {{استشهاد ويب}}: |url= بحاجة لعنوان (مساعدة) والوسيط |title= غير موجود أو فارغ (من ويكي بيانات) (مساعدة)
8. 1 2  Télévision VIDEO. Impertinente, exigeante et «virevoltante», le style Léa Salamé نسخة محفوظة 19 يونيو 2018 على موقع واي باك مشين.
9. 1 2  Léa Salamé, l’intrépide نسخة محفوظة 18 يناير 2018 على موقع واي باك مشين.
10. ↑  Léa Salamé : "Contrairement à Zemmour et Polony, je ne suis pas une idéologue" نسخة محفوظة 11 مايو 2017 على موقع واي باك مشين.
11. ↑  "Léa Salamé, l'intrépide". Le Monde.fr (بالفرنسية). 16 May 2014. Archived from the original on 2023-01-20. Retrieved 2023-02-10.
12. ↑  "ON N'EST PAS COUCHÉ" Léa Salamé, "un cow-boy en talons-aiguilles" Paris Match| Publié le 12/06/2014 à 18h52 |Mis à jour le 13/06/2014 à 08h32 نسخة محفوظة 14 فبراير 2017 على موقع واي باك مشين.
13. ↑  Télévision VIDEO. Impertinente, exigeante et «virevoltante», le style Léa Salamé نسخة محفوظة 17 مارس 2017 على موقع واي باك مشين.
14. ↑  Léa Salamé : “J’ai hésité à accepter la proposition de Ruquier” نسخة محفوظة 13 أكتوبر 2016 على موقع واي باك مشين.
15. ↑  Léa Salamé : « Je ne suis ni à droite, ni à gauche : je suis journaliste » Par Laurent Chignaguet Publié le 12/06/2014 à 16:10 نسخة محفوظة 31 مايو 2017 على موقع واي باك مشين.
16. ↑  Léa Salamé, l’interview exclusive : “Laurent Ruquier savait que j’allais partir” Le mardi 7 juin 2016 نسخة محفوظة 28 يناير 2017 على موقع واي باك مشين.
17. ↑  L'INVITÉ DE 7H50 Du lundi au jeudi à 7h50par Alexandra Bensaid نسخة محفوظة 07 مايو 2018 على موقع واي باك مشين.
18. ↑  télévision VIDEO. Impertinente, exigeante et «virevoltante», le style Léa Salamé نسخة محفوظة 19 يونيو 2018 على موقع واي باك مشين.
19. ↑  LÉA SALAMÉ - FEMME DE L'ANNÉE 2014 - POP CULTURE - 19 NOVEMBRE 2014 نسخة محفوظة 03 يوليو 2017 على موقع واي باك مشين.
20. ↑  Nast, Condé (24 Nov 2015). "Léa Salamé désignée meilleure intervieweuse de France". GQ France (بfr-FR). Archived from the original on 2023-02-19. Retrieved 2023-02-10.{{استشهاد ويب}}:  صيانة الاستشهاد: لغة غير مدعومة (link)